# Орле
Орле (на македонска литературна норма: Орле) е село в южната част на Северна Македония, община Новаци.

## География
Селото е разположено в областта Битолско Мариово, в склоновете на Селечката планина. Селото е на надморска височина от 830 метра. Землището му е 9,8 km,2 като пасищата са 593 ха, a обработваемите земи – 220 ха.

## История
В XIX век Орле е чисто българско село в Прилепска кааза на Османската империя. Църквата „Света Неделя“ е от 1860 година, възобновена в нов вид в 2000 година.
В „Етнография на вилаетите Адрианопол, Монастир и Салоника“, издадена в Константинопол в 1878 година и отразяваща статистиката на населението от 1873 година, Орле (Orlé) е посочено като село с 19 домакинства със 103 жители българи.
Според статистиката на Васил Кънчов („Македония. Етнография и статистика“) от 1900 година Орле има 102 жители, всички българи християни.
На Етнографската карта на Битолския вилает на Картографския институт в София от 1901 година Орле е чисто българско село в Прилепската каза на Битолския санджак с 14 къщи.
В началото на XX век българското население на селото е под върховенството на Българската екзархия. По данни на секретаря на екзархията Димитър Мишев („La Macédoine et sa Population Chrétienne“) през 1905 година в Орле има 80 българи екзархисти.

### Преброявания[1]
| Националност     | 1948 | 1953 | 1961 | 1971 | 1981 | 1991 | 1994 | 2002 |
| ---------------- | ---- | ---- | ---- | ---- | ---- | ---- | ---- | ---- |
| Общо             | 189  | 224  | 226  | 206  | 87   | 40   | 26   | 16   |
| северномакедонци |      | 224  | 226  | 206  | 87   | 40   | 26   | 16   |
| албанци          |      | 0    | 0    | 0    | 0    | 0    | 0    | 0    |
| турци            |      | 0    | 0    | 0    | 0    | 0    | 0    | 0    |
| роми             |      | 0    | 0    | 0    | 0    | 0    | 0    | 0    |
| власи            |      | 0    | 0    | 0    | 0    | 0    | 0    | 0    |
| сърби            |      | 0    | 0    | 0    | 0    | 0    | 0    | 0    |
| бошняци          |      | 0    | 0    | 0    | 0    | 0    | 0    | 0    |
| други            |      | 0    | 0    | 0    | 0    | 0    | 0    | 0    |

## Личности
Родени в Орле
- Стойо Христов - Орленчето (1873 – след 1943), български революционер
- Блаже Стоянов Трайков, кметски наместник в периода от 1941 до 1944 година[7]